# Mezon eta
Mezon η (eta) – rodzaj mezonów pozbawionych zapachu o zerowym spinie. Istnieją cząstki η i η' należące do nonetu π, K, η. Obie są połączeniem stanów {\displaystyle \pi ^{0}={\frac {1}{\sqrt {2}}}(u{\bar {u}}+d{\bar {d}})} oraz {\displaystyle s{\bar {s}}.} Istnieją też cząstki ηc {\displaystyle (c{\bar {c}})} i ηb {\displaystyle (b{\bar {b}}).}
Właściwości stanu podstawowego mezonu η:
- masa m = 547,853 ± 0,024 MeV[1]
- szerokość Γ = 1,30 ± 0,07 keV.
- główne kanały rozpadu[1] (za pośrednictwem oddziaływań elektromagnetycznych):

| {\displaystyle \eta \rightarrow \gamma \gamma }           | {\displaystyle (39{,}31\pm 0{,}20\%)} |
| {\displaystyle \eta \rightarrow 3\pi ^{0}}                | {\displaystyle (32{,}57\pm 0{,}23\%)} |
| {\displaystyle \eta \rightarrow \pi ^{+}\pi ^{-}\pi ^{0}} | {\displaystyle (22{,}74\pm 0{,}28\%)} |
| {\displaystyle \eta \rightarrow \pi ^{+}\pi ^{-}\gamma }  | {\displaystyle (4{,}60\pm 0{,}16\%)}  |
Mezon η jest własną antycząstką.
Prowadzono badania nad stanami związanymi mezonu η z jądrem atomowym. Przypuszczalnie takie stany istnieją, chociaż jeszcze nie zostały odkryte. Okazało się też, że nie istnieje układ boromejski proton – eta – proton.